# Bellevigny
Bellevigny è un comune francese del dipartimento della Vandea nella regione dei Paesi della Loira.
È stato creato il 1º gennaio 2016 dalla fusione dei preesistenti comuni di Belleville-sur-Vie e Saligny.
Il capoluogo è la località di Belleville-sur-Vie.